# Radio Madrid
Radio Madrid  es una emisora de radiodifusión española que comparte instalaciones y recursos humanos con la Cadena SER ya que es la emisora donde se realizan la mayoría de programas que la cadena de Prisa emite en su programación nacional. Tiene cobertura en la ciudad de Madrid y la Comunidad de Madrid, así como provincias limítrofes, y su sede se encuentra en el número 32 de la calle Gran Vía. Comparte instalaciones con diversas emisoras de radiofórmula, propiedades del mismo grupo empresarial. Se sitúa en las coordenadas 40°25′13″N 03°42′13″O / 40.42028, -3.70361.
La Cadena SER, de la que Radio Madrid forma parte, pertenece a Prisa Radio, compañía que agrupa los activos radiofónicos del Grupo Prisa (entre los que se encuentran también las radiofórmulas Los 40, Los 40 Classic, Cadena Dial, Los 40 Dance, Radiolé y Los 40 Urban).
Actualmente es la emisora con mayor audiencia de España.

## Equipo directivo
Radio Madrid comparte el equipo directivo de la emisora de la Cadena SER en la capital.
| Cargo                                               | Identidad                 |
| Director general                                    | Alejandro Nieto           |
| Director de Informativos                            | Antonio Hernández-Rodicio |
| Director Contenidos Madrid y Jefe Información local | Roberto Torija            |
| Director de Deportes                                | Laura Martínez            |
| Coordinador Deportes Madrid                         | Jesús Gallego             |

## Audiencia
En 2018, la Cadena SER (de la que Radio Madrid forma parte) fue líder de audiencia de la radio española, con 4.139.000 oyentes diarios de lunes a viernes según los resultados del EGM correspondiente al tercera trimestre de 2018. El segundo lugar lo ocupó COPE, con 2.716.000 oyentes, seguida de Onda Cero, con 1.755.000 oyentes y RNE, con 1.219.000 oyentes.

## Frecuencias
Desde las instalaciones de Radio Madrid emiten otras emisoras del Grupo PRISA en las siguientes frecuencias:
| Emisora                            | Frecuencia   | Antes fue...                                                                                     |
| Radio Madrid (onda media)          | 810 kHz AM   |                                                                                                  |
| Radio Madrid (frecuencia modulada) | 105.4 MHz FM | Radio El País, Radio Minuto, Radio Madrid 2                                                      |
| M80 Radio                          | 89.0 FM      | Los 40 Classic                                                                                   |
| Los 40 Principales                 | 93.9 FM      | -                                                                                                |
| Cadena DIAL                        | 91.7 FM      | Radio Callao, Radio Corazón                                                                      |
| Radiole                            | 92.4 FM      | Los 40 Dance                                                                                     |
| Antena 3 Radio                     | 104.3 FM     | Máxima FM, Sinfo Radio, SER+                                                                     |
| LOS40 Urban                        | 103.9 FM     | Radio Alcorcón, Onda Sur, Cadena Max, Max Radio, Zeta Radio, Flash FM, América Estéreo, Ke Buena |

| Emisora           | Emisión            | Cobertura principal                                 | Frecuencia | Antes fue...                                       |
| SER Henares       | Alcalá de Henares  | Alcalá de Henares, Coslada, San Fernando de Henares | 103.1 FM   | Antena 3 Radio                                     |
| SER Madrid Norte  | Alcobendas         | Alcobendas, San Sebastián de los Reyes              | 89.6 FM    | Onda Cero Alcobendas                               |
| SER Madrid Sur    | Fuenlabrada, Parla | Leganés, Getafe, Fuenlabrada, Parla                 | 94.4 FM    | Antena 3 Radio                                     |
| SER Madrid Oeste  | Móstoles           | Móstoles, Alcorcón, Navalcarnero                    | 102.3 FM   | SER Suroeste, SER Móstoles, Cadena Dial Madrid-Sur |
| Radio Aranjuez    | Aranjuez           | Aranjuez y comarca                                  | 89.3 FM    | Radio Espejo                                       |
| SER Madrid Sierra | Collado Villalba   | Collado Villalba y comarca                          | 95.4 FM    |                                                    |

## Historia

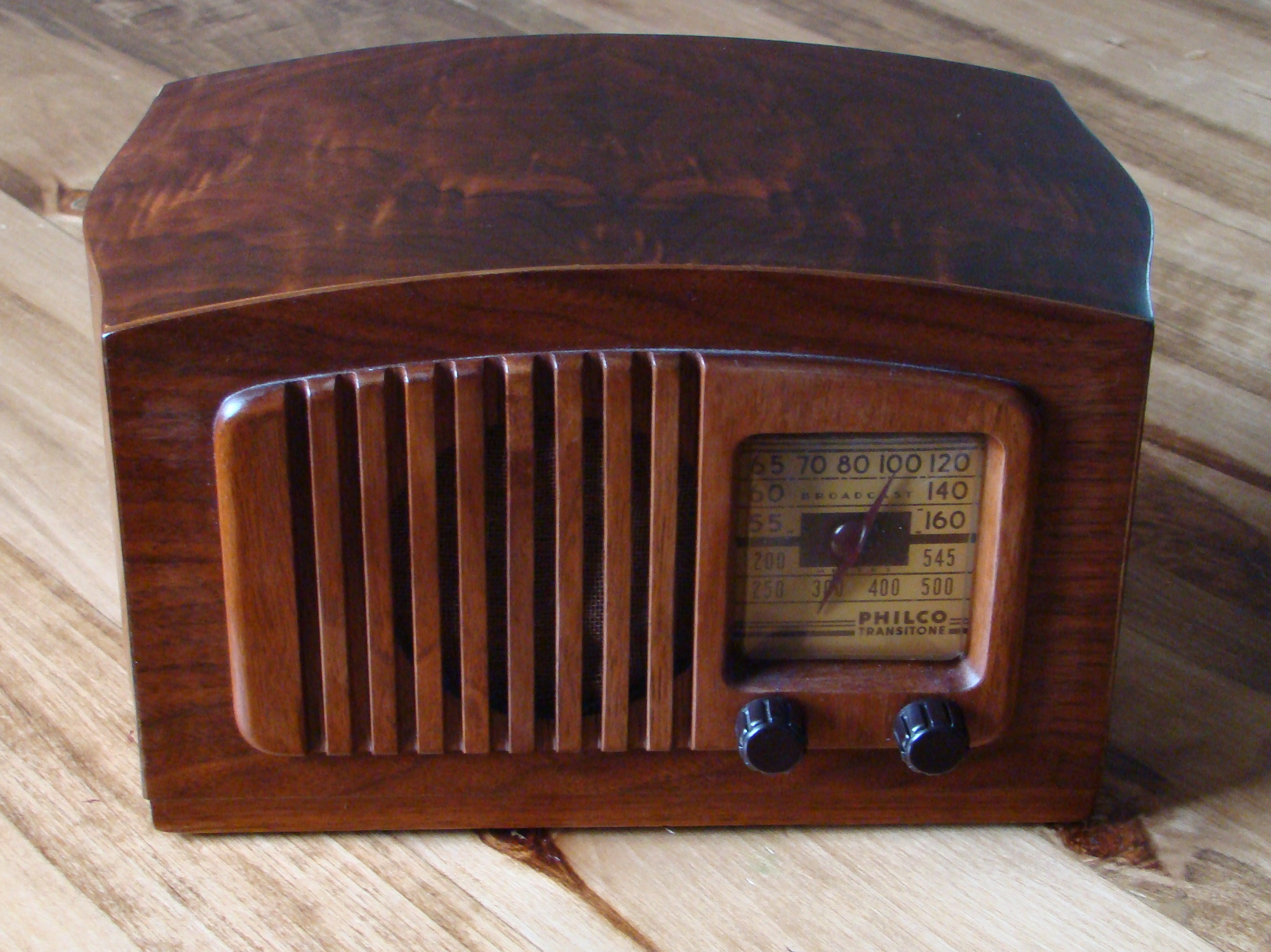
Receptor de radio Philco Modelo PT-44 (1941)

### Inicios
La historia de Radio Madrid se superpone en muchos aspectos con la historia de la Cadena SER porque es en sus estudios donde se han realizado la mayoría de programas emitidos por la cadena de Prisa para todo el territorio nacional.
El 19 de diciembre de 1924 se creó en Madrid la empresa Unión Radio, que incluía a la emisora que se había creado con el nombre de EAJ-7 Radio Madrid. Esto fue gracias a la iniciativa de Ricardo Urgoiti y varias empresas; entre otras, Telefunken, Compañía General de Electricidad, Compañía Nacional de Telegrafía Sin Hilos (Marconi). Cada empresa aportó 50.000 pesetas y acordaron la compra de una estación Marconi.
La emisora fue inaugurada formalmente por Su Majestad el Rey Alfonso XIII el 17 de junio de 1925. Urgoiti se convirtió en el primer director general, con Miguel Olea como director artístico y Joaquín Ruiz como jefe técnico. La sede de Unión Radio Madrid se ubicó en el edificio de los Almacenes Madrid-París, en la Gran Vía madrileña.
A medida que se implantaban emisoras a lo ancho del territorio nacional, Unión Radio comenzó a ampliar contenidos y a emitir en cadena con otras emisoras. Así, por ejemplo, el 8 de octubre de 1925 se retransmitía por primera vez una corrida de toros con el maestro Juan Belmonte. La emisora, además, incluía en su programación cursos de inglés y francés o retrasmisiones de los festivales de la Cruz Roja. Un año después se transmitía el despegue del Plus Ultra, que sobrevolaría el Atlántico. Se iniciaban también las adaptaciones de clásicos del teatro universal (Las nubes, en 1926, de Aristófanes; El alcalde de Zalamea, en el mismo año, de Calderón de la Barca; Los intereses creados, en 1927, de Jacinto Benavente o La fierecilla domada, en 1928, de Shakespeare. Además, se emitió la radionovela novela Las aventuras de un parisién en Madrid.
En 1927, Unión Radio Madrid (EAJ-7), Radio Bilbao (EAJ-9), Radio Sevilla (EAJ-5), Radio Salamanca (EAJ -22) y Ràdio Barcelona (EAJ-1) comenzaban a emitir conjuntamente. En mayo, todas las emisoras radiaban el partido de fútbol entre el Zaragoza y el Real Madrid. La emisora alcanzaría casi el monopolio de emisiones, con excepciones como Radio Asociación de Cataluña o Radio España de Madrid.
En 1930 y tras el fin del mandato del dictador Miguel Primo de Rivera, Unión Radio Madrid había reforzado su apuesta por la información con el informativo diario La Palabra
 Archivado el 11 de marzo de 2008 en Wayback Machine., de entre 20 y 30 minutos de duración, que contó con las populares voces de Luis Medina y Carlos del Pozo. Josefina Carabias fue otra estrella radiofónica clave en la época.
La proclamación de la Segunda República en la Puerta del Sol de Madrid, en 1931, se hizo ante un micrófono de Unión Radio. En 1934, tras múltiples debates, el presidente de la República sanciona los ocho artículos de la Ley de Radiodifusión y consagra a la radio como servicio público.
Al estallar la guerra civil española, Unión Radio Madrid permaneció fiel al Gobierno de la República y estuvo gestionada por un comité de trabajadores. La emisora fue el vehículo que trasladó a los ciudadanos españoles el histórico discurso de Dolores Ibárruri, pronunciando el legendario No pasarán.
El 28 de marzo de 1939 la emisora es tomada por las tropas franquistas, pronunciando Luis Medina unas palabras de despedida antes de ser condenado a muerte. Horas después, las ondas de Unión Radio conectaban con la programación única transmitida por Radio Nacional de España.
El 6 de marzo de 1939, Franco dicta una orden por la que se somete a censura previa de Falange Española la programación de todas las emisoras privadas de radio y las obliga a conectarse diariamente con Radio Nacional de España para emitir los diarios hablados conocidos como el Parte. Esta medida estuvo en vigor hasta el 6 de octubre de 1977, día en que fue derogada por el presidente Adolfo Suárez.
En 1942, Antonio Calderón pone en marcha el programa Teatro del aire con la compañía de actores de Radio Madrid.

### Radio Madrid Cadena SER (1940-1960)
Tras el fin de la Guerra y la proclamación del estado franquista, Unión Radio toma la denominación de Sociedad Española de Radiodifusión. La propiedad es cedida a las familias Garrigues y Fontán y la emisora pasa a estar presidida por Antonio Garrigues Díaz-Cañabate, con Virgilio Oñate como director general. En 1942 se incorporaba Manuel Aznar Acedo como responsable de programación, cargo que ocupó durante 20 años.
A partir de la formación de la Cadena SER, Radio Madrid se convierte en la emisora principal, y en sus estudios se realizarán la mayoría de programas de mayor éxito que ha tenido la cadena desde su fundación. Se consolida como la radio comercial por excelencia en España. Frente a Radio Nacional de España, de titularidad pública, la SER opta por ir incorporando un modelo de radio-espectáculo, concebida sobre todo en términos de entretenimiento.
Un hito histórico fue la incorporación de Bobby Deglané a Radio Madrid con el espacio de variedades Fin de semana en 1940, que tras un paréntesis se convertiría en Cabalgata Fin de Semana en 1951. El espacio, que en su etapa final fue conducido por José Luis Pécker, marcó nuevos ritmos a la hora de hacer radio en España. En 1949 se emite por primera vez el programa Cabalgata fin de semana en conexión con todas las emisoras que conforman la cadena en esa época.
A mediados del siglo XX empezaron a emitirse los seriales radiofónicos. A El Coyote y Dos hombres buenos seguirían decenas más. Voces como las de Juana Ginzo, Matilde Conesa, Pedro Pablo Ayuso o Matilde Vilariño mantuvieron conectados a la radio a millones de oyentes con los seriales de Guillermo Sautier Casaseca. Lucecita, Ama Rosa o Lo que nunca muere quedaron grabadas en el imaginario de toda una generación. Desde 1955, en el género de humor triunfó Matilde, Perico y Periquín, de Eduardo Vázquez. En 1953, José Mallorquí empieza a realizar sus primeras radionovelas.
Las retransmisiones deportivas atrajeron pronto la atención de los oyentes aficionados al fútbol. En 1954, Vicente Marco creaba Carrusel Deportivo, programa que se sigue emitiendo actualmente y que ha conocido una gran evolución de transmisión de los partidos de fútbol, ya que permite seguir desde el estudio las incidencias de los diferentes partidos a través de la televisión.
En la época dorada de la radio en España hicieron también fortuna los concursos (El Bazar de las sorpresas; Ustedes lo saben, pero ellos no;, Busque, corra y... llegue usted primero, Su canción favorita y Avecrem llama a su puerta con Joaquín Soler Serrano) y el humor de Tip y Top (Luis Sánchez Polack y Joaquín Portillo) y de Pepe Iglesias El Zorro.
En 1956 y 1960, las bodas del príncipe Rainiero de Mónaco con la actriz Grace Kelly y del Rey Balduino de Bélgica con la española Fabiola se convierten en grandes acontecimientos mediáticos.

### Segunda etapa (Años 1960-1975)
El 23 de enero de 1962 Eugenio Fontán era nombrado director de la cadena en sustitución de Oñate tras veinte años al frente de la SER. Ese mismo año, Manuel Aznar dejaba también la jefatura de programación. El entonces Ministro de Información y Turismo, Manuel Fraga Iribarne, impulsor de la nueva Ley de Prensa del 15 de marzo de 1966, eliminó la censura previa, si bien Radio Nacional de España mantenía el monopolio de la información política.
El 22 de noviembre de 1963, la Cadena SER fue la primera emisora en España en dar la noticia del asesinato de John F. Kennedy. En 1964 se estrenaba un espacio magazine, con algunos elementos informativos. Se llamó Matinal SER, sobre una idea de Antonio González Calderón y bajo dirección del periodista Manuel Martín Ferrand. Ocho años más tarde nacía Hora 25 como un programa de cuestiones actuales, también con Ferrand y al que se incorporaba un por entonces joven periodista especializado en el área deportiva llamado José María García.
Los años sesenta fueron testigo del nacimiento de las radiofórmulas en España. En 1963 comenzaba a emitirse El Gran Musical con Tomás Martín Blanco, espacio de música ligera; y en 1966 nacía el programa Los 40 Principales precursor de la cadena de radio del mismo nombre. Jóvenes profesionales como Joaquín Luqui, Pepe Domingo Castaño, Cholo Hurtado, José María Íñigo, Pepe Cañaveras o Miguel de los Santos se incorporaban a estos espacios novedosos pensados para atraer la atención de los jóvenes. Otra novedad de la época fueron los programas de causas solidarias como Operación Plus Ultra o Ustedes son formidables, con Alberto Oliveras.
Con motivo del Campeonato del Mundo de fútbol, celebrado en 1966 en Inglaterra, la Cadena SER inicia la transmisión de encuentros internacionales de fútbol, hasta entonces exclusivos de Radio Nacional.

### Transición: 1975-1984
Al finalizar la Dictadura franquista, la titularidad de la Cadena SER se distribuía de la siguiente manera: 25% correspondía al Estado, 19% Familia Fontán, 18% Antonio Garrigues Díaz-Cañabate, 15% Banco Urquijo y 9% Gregorio Gómez Mira.
El hito más importante en el proceso de consolidación de la libertad de expresión fue el Real Decreto 2664/1977 del 6 de octubre sobre Libertad de Información General por las Emisoras de Radiodifusión, que ponía fin al monopolio informativo del RNE, exonerando al resto de emisoras de la obligación de conectar con la radio pública para la emisión de sus diarios hablados.
En 1979 se realiza en los estudios de Radio Madrid la primera transmisión con micrófono inalámbrico para el programa Viva la radio.
El momento más trágico del periodo se vivió la noche del 23 de febrero de 1981, conocida también como La noche de los transistores, con el intento de golpe de Estado y la toma del Congreso de los Diputados. El cronista político de la emisora José Luis Díaz consiguió mantener el micrófono abierto mientras los militares golpistas entraban en el Parlamento, mientras Fernando Ónega, a la sazón director de informativos de la cadena, coordinaba la emisión.

### Incorporación al Grupo Prisa (1984)
La incorporación de la Cadena SER al Grupo Prisa comenzó en 1984, a la muerte de Gregorio Gómez Mira, uno de los accionistas de la cadena, cuyos herederos vendieron su participación al Grupo Prisa. Poco después se hacía con las acciones del Banco Urquijo y se convertía en accionista mayoritario. Los siguientes en ceder su parte en la emisora fueron los Fontán. En 1992 sería el Gobierno de Felipe González el que vendiese la participación estatal, permitiendo al Grupo Prisa hacerse con la totalidad de las acciones de la Cadena SER. Las operaciones de toma de control de la cadena no estuvieron exentas de críticas de favoritismo por parte de otros medios de comunicación.
En 1986 los Servicios Informativos de la cadena reciben el Premio Ondas por la cobertura del referéndum de la OTAN.
El papel de la Cadena SER en las horas siguientes a los Atentados del 11 de marzo de 2004 en Madrid dio lugar también a innumerables polémicas e hizo correr ríos de tinta entre defensores a ultranza de rol de la emisora como adalid de la verdad que el Gobierno de José María Aznar pretendía ocultar a los ciudadanos y aquellos que opinan que la SER manipuló deliberadamente la información, con especial referencia a la existencia de un terrorista suicida propagada desde las ondas de la SER como información contrastada, y que más tarde resultó no existir. Desde el momento después del atentado, la Cadena SER mantuvo abierta la información de forma permanente para informar de todos los aspectos que incidieron en el mismo.

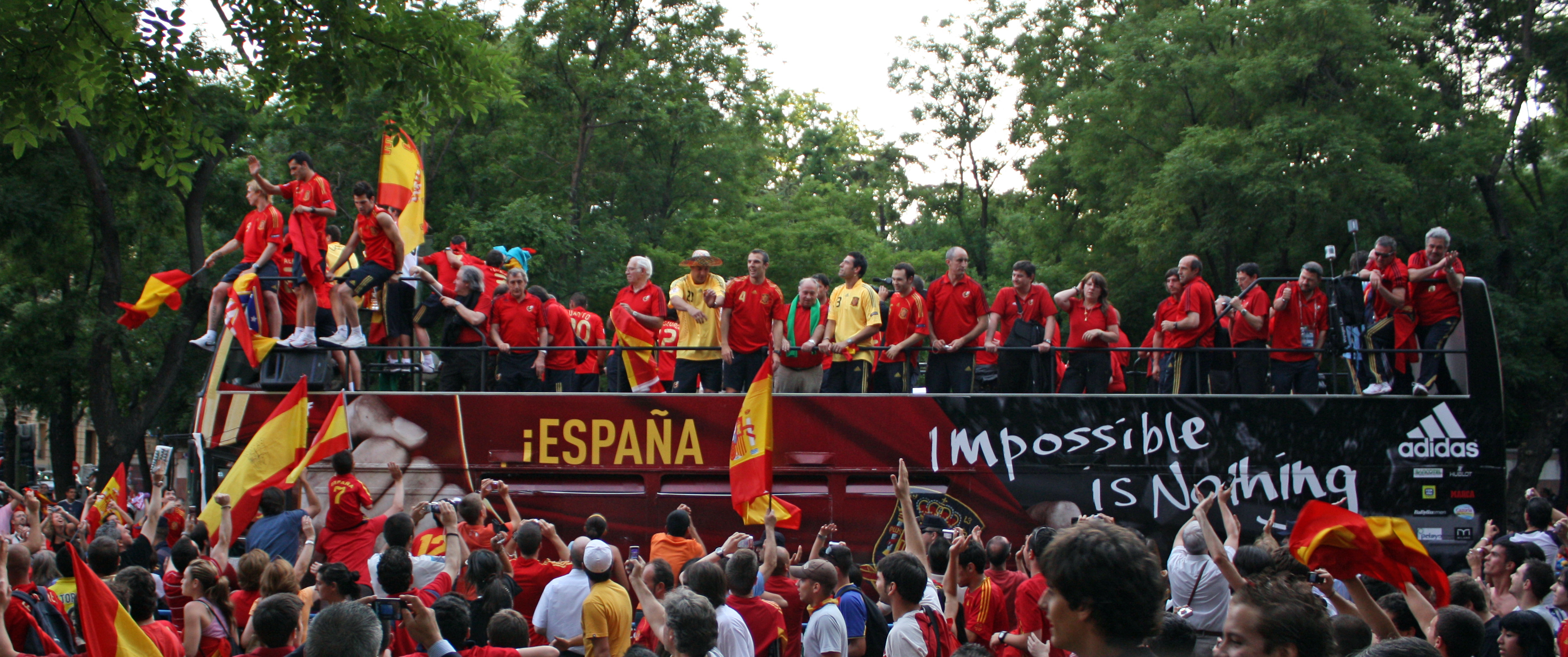
La selección de fútbol de España celebra el triunfo en la Eurocopa de fútbol 2008 a su regreso a Madrid.

En 2008, la redacción de deportes es galardonada con un premio Ondas por la cobertura de la Eurocopa 2008 y los Juegos Olímpicos de Pekín.
Las más de dos décadas transcurridas han consolidado a la Cadena SER como líder de audiencia, manteniendo una gran estabilidad en su parrilla. La columna vertebral de su programación está integrada por programas que llevan muchos años en antena siendo líderes de audiencia en sus franjas horarias.

## Personajes vinculados a Radio Madrid galardonados con Premios Ondas
En la relación de premiados que se acompaña no están todos los premiados por sus trabajos en la Cadena SER, sino solamente los premiados que hayan desarrollado básicamente su trabajo desde Radio Madrid. Algunos de los galardonados citados han recibido más de un galardón.
1954

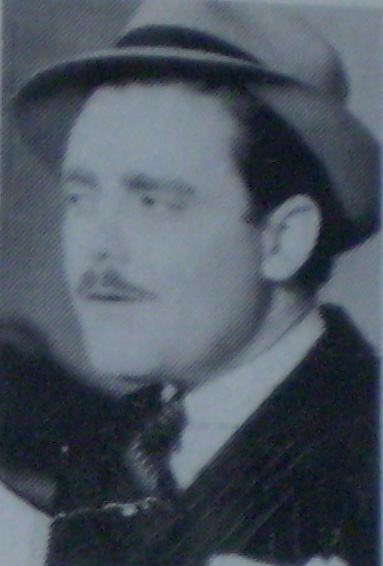
Pepe Iglesias El Zorro (1915-1991)

- Guillermo Sautier Casaseca. como autor de seriales radiofónicos.
- Antonio Calderón. Como director de programas de radio.
- Bobby Deglané. Como animador de programas como Cabalgata Fin de Semana.
- Pepe Iglesias El Zorro. Mejor atracción internacional del año.
- Pedro Pablo Ayuso. Actor radiofónico.

1955
- Matilde Conesa. Mejor actriz.
- Luisa Fernanda Marti. Mejor locutora.
- José Luis Pécker. Mejor locutor.
- Teófilo Martínez. Mejor actor radiofónico.
- José Mallorquí. Mejor guionista de seriales radiofónicos.

1957
- Juanita Ginzo. Mejor actriz radiofónica.

1958
- Manuel Dicenta. Mejor actor radiofónico.

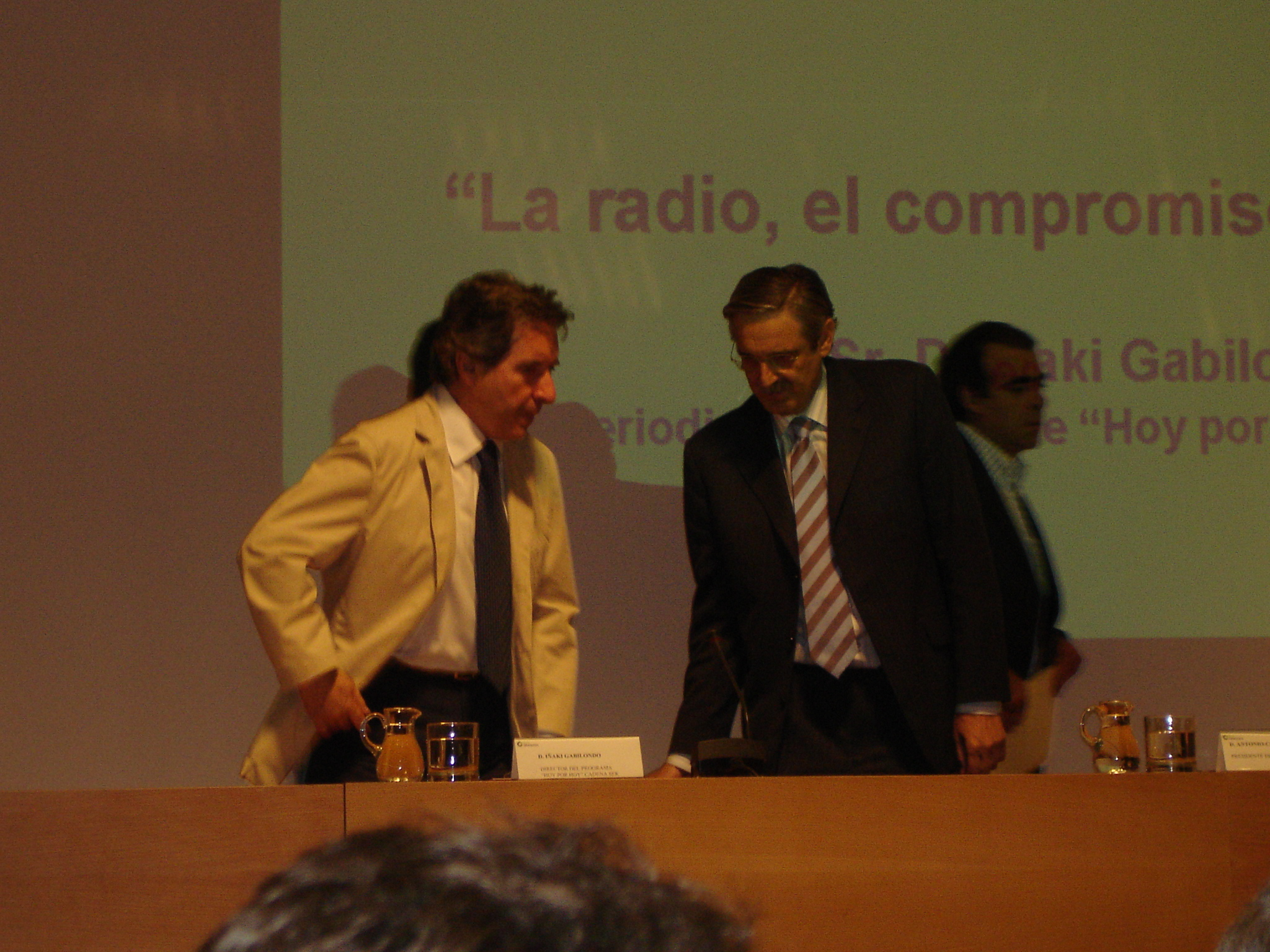
Iñaki Gabilondo. Director y presentador durante años del programa Hoy por Hoy

- Luisa Fernanda Martí. Mejor locutora.
- Luis Durán. Mejor director.

1959
- Raúl Matas. Mejor locutor.
- Antonio Domínguez Olano. Mejor labor periodística.

1960
- Alicia López Budia. Mejor locutora.
- Matilde Vilariño. Mejor actriz.

1961
- Vicente Mullor. Mejor actor.

1962
- Tomás Martín Blanco. Mejor locutor.

1964
- Alberto Oliveras. Mejor locutor.
- María Romero. Mejor actriz.

1965
- Francisco Quilea Quilates. Mejor labor deportiva.

1966
- Carmen Pérez de Lama. Mejor locutora.

1967
- Juan de Toro. Mejor locutor.

1968
- Luisa Fernanda Martí. Mejor locutora.
- Joaquín Prat. Mejor locutor.
- Cristina Victoria. Mejor actriz.
- Basilio Gassent. Mejor guionista.

1969
- Miguel de los Santos. Mejor locutor.

1970
- Eduardo Lacueva. Mejor actor.
- José Fernando. Mejor autor.

1971
- José Bermejo. Mejor locutor.
- Rafael Baron. Mejor autor.

1974
- Mariano De la Banda.
- Basilio Rogado.

1975
- José María García. Periodista deportivo.
- Pepe Domingo Castaño. Animador radiofónico.

1976
- José Joaquín Iriarte.

1978
- María Ángeles Juez García.

1979
- Antonio José Alés. Por su programa Medianoche.
- Fernando Ónega. Periodista.
- P.J. María Martín Patino. Por su programa Palabras para empezar el día.

1982
- José Cañaveras. Presentador de programas musicales. (Pepe Cañaveras)

1989
- Concha García Campoy. Presentadora del programa A vivir que son dos días.

1996
- Ángel Álvarez. Mejor presentador de programa musical.

1998
- Joaquín Luqui. Mejor presentador de programa musical.

2001
- Iñaki Gabilondo. Programa Hoy por hoy.

2002
- Luis del Val. Programa Hoy por hoy.

2005
- José Ramón de la Morena. Programa El Larguero.

## Programas realizados en Radio Madrid galardonados con el Premio Ondas
Este listado de programas galardonados se refiere en exclusiva a los que se han realizado en los estudios de Radio Madrid.
- Teatro del aire (1954)
- Carrusel deportivo (1955)
- El club de los niños (1962)
- Operación Plus Ultra (1963)
- Mirador, mejor programa cultural (1964)
- El consejo del doctor, mejor programa científico (1964)

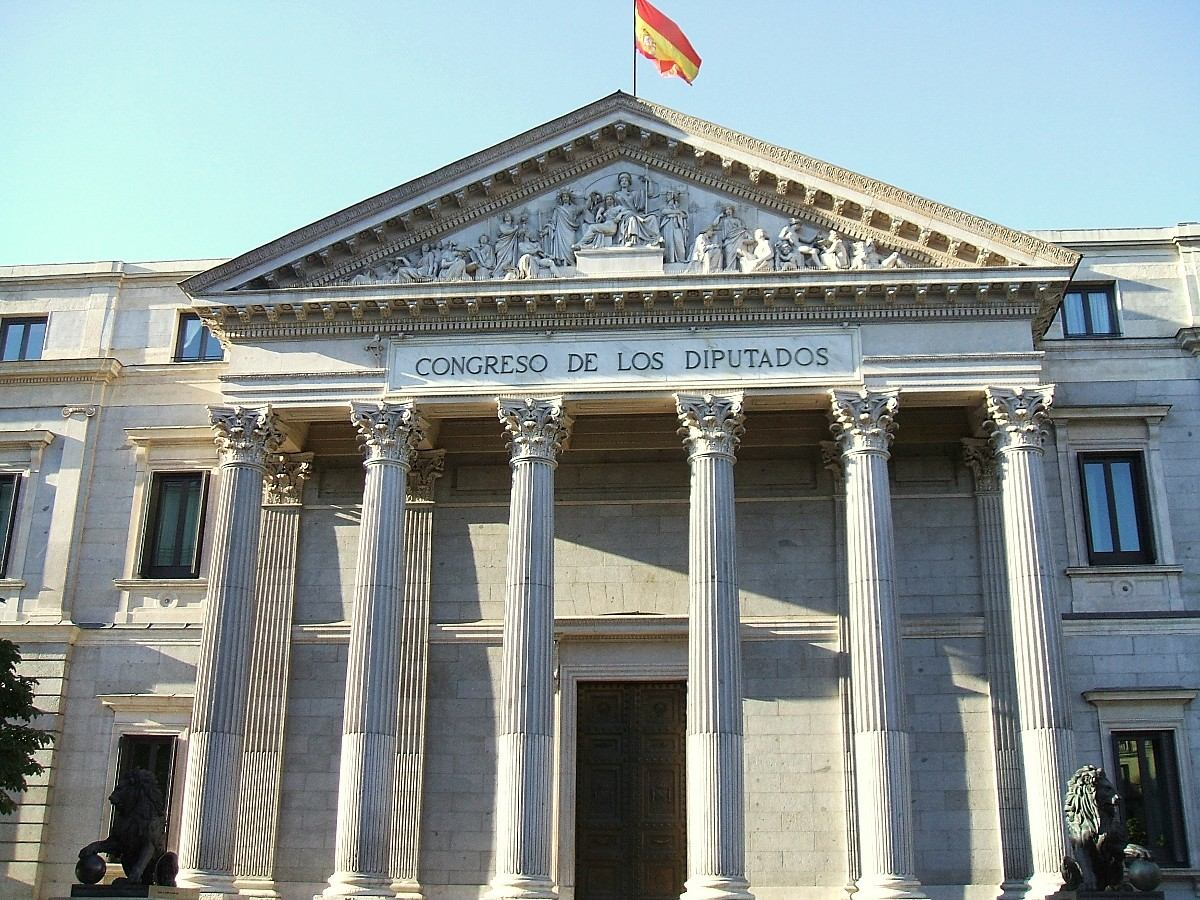
Congreso de los Diputados, que fue ocupado por los golpistas el 23 de febrero de 1981

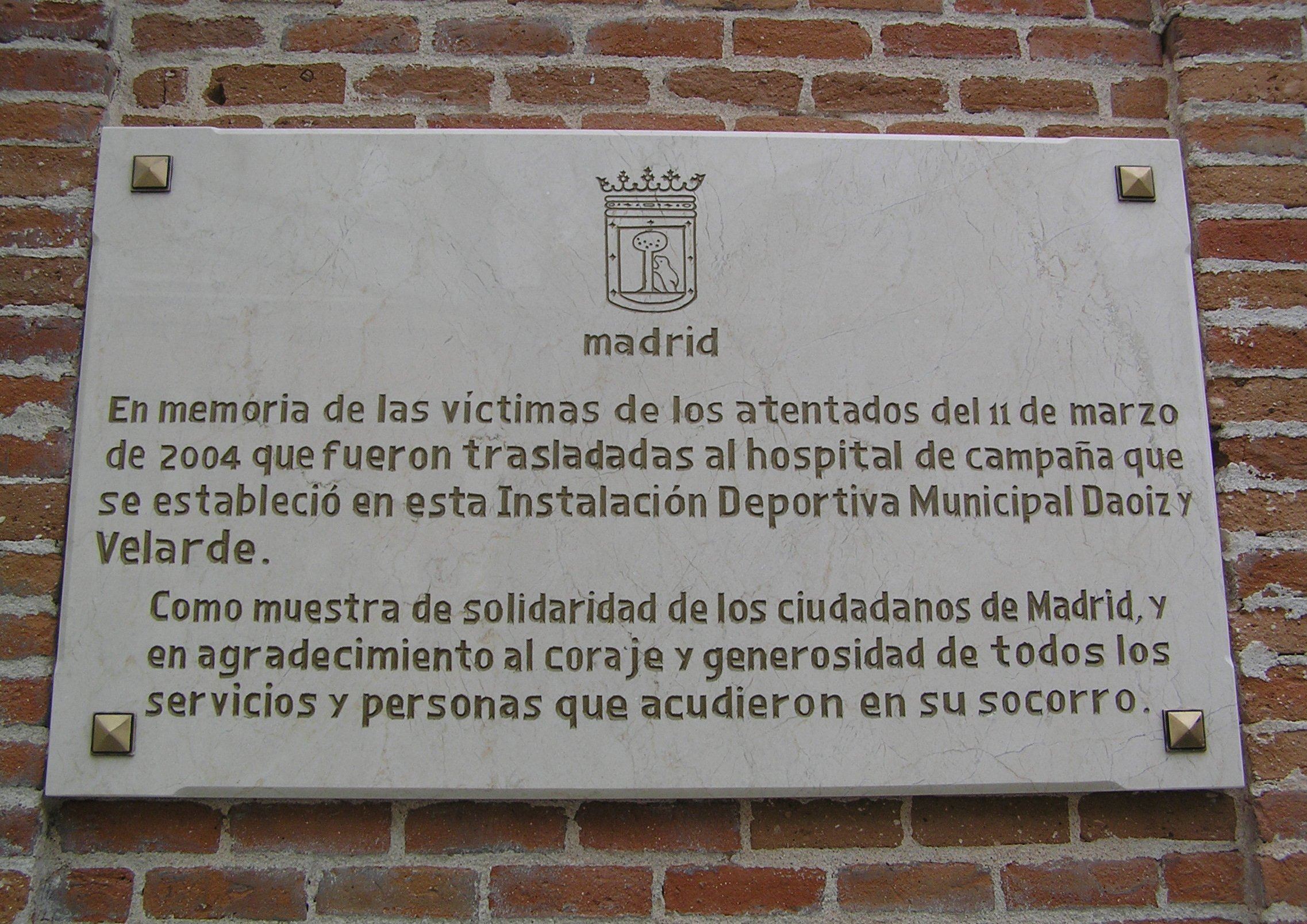
Placa en memoria de las víctimas, de los atentados del 11-M en los trenes de Madrid Polideportivo Daoiz y Velarde.

- Buenos días, Señor, mejor programa religioso (1965)
- Discomanía, mejor programa musical (1965)
- El gran musical, mejor programa musical (1966)
- Premio Holanda, mejor programa cultural (1970)
- Ustedes son formidables, mejor programa recreativo (1970)
- Picadilly-Puerta del Sol, programa cultural (1971)
- Las semanas de la SER, mejor programa musical (1972)
- Gente importante, mejor programa recreativo (1972)
- Hora 25 (1973)
- La saga de los Porretas (1978)
- Informativos de las 8 (1978)
- Los impuestos, dirigido por Manuel Martín Ferrand (1979)
- El quinto jinete (1981)
- El golpe retransmitido, la noche del 23 de febrero de 1981 (1981)
- Desayuno de trabajo, dirigido por José Joaquín Iriarte (1982)
- Cita a las cinco, dirigido por Basilio Rogado (1982)
- Equipo realizador del programa Especial Referéndum OTAN (1986)
- Pido la palabra (1986)
- Coplas de mi SER (1987)
- Los 40 Principales (1988)
- La verbena de la Moncloa, Julio César Iglesias, Luis Figuerola Ferreti y Javier Capitán (1990)
- Lo que yo te diga (1990)
- Difusión de la cinta Benegas (1991)
- El Larguero (1995)
- Hoy por hoy, especial por los 70 años de la radio en España (1995)
- Hablar por hablar (1997)
- Servicios informativos, por la cobertura realizada de los atentados entre el 11 y el 14 de marzo de 2004 (2004)
- Redacción de deportes, por la cobertura de la Eurocopa 2008 y los Juegos Olímpicos de Pekín (2008)